# Üsküdar
Üsküdar Isztambul egyik ázsiai kerülete (szemt). A bizánci időkben Chrysopolisnak, majd Scudarinak hívták. A kerületről szól a klasszikus török népdal, az „Üsküdara gideriken” is. Népessége 2008-ban a kerületek átrendezésével 582 666 főről 529 550 főre csökkent.

## Fekvése
Üsküdar Isztambul ázsiai (anatóliai) területének nyugati részén, a Boszporusz partján fekszik. Északról Beykoz, délről Kadıköy, keletről pedig a legnagyobb isztambuli kerület, Ümraniye határolja. Felszíne dimbes-dombos, legmagasabb kiemelkedése a Büyük Çamlıca (Nagy Fenyves-hegy), amit a magyar turistáknak mint a Szerelmesek hegyét mutatják be.

## Részei
Üsküdar központja az üsküdari főtér és kikötő. Itt áll a híres Mihrimah szultán mecset. A közelben találjuk Üsküdar városházáját és piacát is. A tér fölé magasodik a Sultantepe, Üsküdar egyik elegáns lakónegyede, a tértől délre találunk egy kisebb szigetet, a Kız Kulesit ("Leánytorony"). A szigettől délre fekszik Isztambul ázsiai oldalának legnagyobb buszpályaudvara, a Harem. Üsküdar külső területei között ismeretes Zeynep Kamil, Kısıklı és Çengelköy is. Altunizade egyszerre közlekedési csomópont és élénk kereskedelmi központ. Itt találjuk a híres Capitol bevásárlóközpontot.

## Nevezetességei
A korai oszmán építészet több jeles épülete áll Üsküdarban. Szinán építőmester jegyzi a régi fedett bazárt és Şemsi paşa dzsámiját a tengerparton. A fedett bazár fölötti dombon áll Aziz Mahmut Hüdayi mecsetje és türbéje.

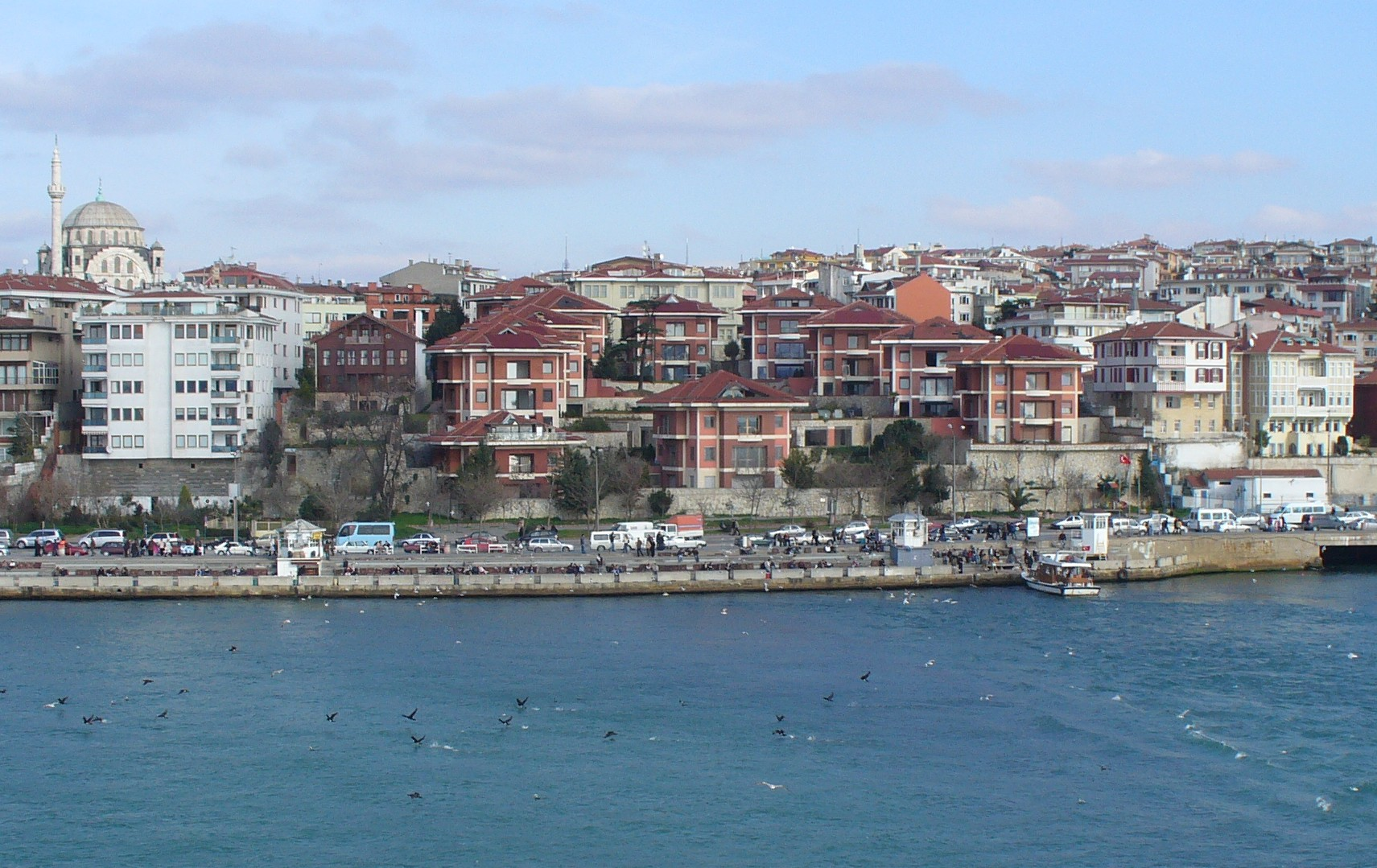
Üsküdar látképe a Kız Kulesiből.

## Múzeumai
A kerület neves múzeuma a Florence Nightingale Múzeum, ami a híres angol ápolónő hagyatékából áll.

## Temetői
Üsküdarban található az ázsiai oldal legnagyobb temetője a Karacaahmet temető. Szintén ebben a kerületben áll az örmény temető is.

## Üsküdarhoz kötődnek
Itt született az ismert rockzenész, Barış Manço. Az üsküdari Sultantepén él az iszlám vallás egyik legnagyobb kortárs tudósa, Osman Nuri Topbaş.

## Testvérvárosai
- Kaposvár, Magyarország[5]